# Fulhorn
Fulhorn är en bergstopp i Schweiz.   Den ligger i regionen Plessur och kantonen Graubünden, i den östra delen av landet, 160 km öster om huvudstaden Bern. Toppen på Fulhorn är 2 529 meter över havet, eller 154 meter över den omgivande terrängen. Bredden vid basen är 1,0 km.
Terrängen runt Fulhorn är huvudsakligen mycket bergig. Närmaste större samhälle är Chur, 8,9 km norr om Fulhorn. 
Trakten runt Fulhorn består i huvudsak av gräsmarker. Runt Fulhorn är det ganska glesbefolkat, med 48 invånare per kvadratkilometer.